# Oxygonum buchananii
Oxygonum buchananii är en slideväxtart som först beskrevs av Carl Lebrecht Udo Dammer, och fick sitt nu gällande namn av Margaret Clark Gillett. Oxygonum buchananii ingår i släktet Oxygonum och familjen slideväxter. Inga underarter finns listade i Catalogue of Life.